# Academia Europea de Jaca
La Academia Europea de Jaca fue creada en 1995, por el Real Instituto de Estudios Europeos, en la actualidad se realizada en colaboración con la Real Sociedad Económica Aragonesa de Amigos del País, la Cátedra "Jean Monnet" de la Universidad de Zaragoza, el Ministerio de Asuntos Exteriores y Cooperación y el Ayuntamiento de Jaca, además cuenta con el patrocinio de Ibercaja y del Gobierno de Aragón, es una serie de conferencias y mesas redondas que trata temas de interés y actualidad relacionados con las instituciones Europeas.
Se celebra en Jaca, Huesca, la tercera semana de julio, y tiene lugar en el Palacio de Congresos de Jaca, en la Sala Europa.

## Antecedentes
En 1981 se celebró en Jaca una Semana de Cuestiones Internacionales, antecedente de la Academia Europea. En ella intervinieron Juan Antonio Carrillo Salcedo, Manuel Díez de Velasco y Alejandro Herrero.

## Ponentes
Los conferenciantes son políticos, diplomáticos, embajadores, empresarios, altos funcionarios de organizaciones internacionales y expertos en temas internacionales y comunitarios.
Entre otros han participado en la Academia:
- Como personalidades políticas y diplomáticass, Manuel Fraga, Trinidad Jiménez, Juan Fernando López Aguilar, Diego López Garrido, Jaime Mayor Oreja, Íñigo Méndez de Vigo, Raniero Vanni d'Archirafi Alejo Vidal-Quadras o Camilo Villarino.[3]

- Como personalidades del mundo empresarial o financiero, Jaime Caruana, Amado Franco, José Luis Martínez Candial, Manuel Pizarro, Isabel Tocino o César Alierta.[4]